# Waipa District
Der Waipa District ist eine zur Region Waikato zählende Verwaltungseinheit in Neuseeland. Der Rat des Distrikts, Waipa District Council (Distriktrat) genannt, hat seinen Sitz in der Stadt Te Awamutu, ebenso wie die Verwaltung des Distrikts.

## Geographie

### Geographische Lage
Der Distrikt ist mit 1470 km² reiner Landfläche der zweitkleinste Distrikt in der Region Waikato. Mit 46.668 im Jahr 2013 gezählten Einwohnern kommt der Distrikt auf eine Bevölkerungsdichte von 31,7 Einwohner pro km² und ist damit der Distrikt mit der höchsten Bevölkerungsdichte in der Region Waikato.
Nördlich und westlich wird der Distrikt von dem Waikato District umschlossen. Südlich schließt sich der Otorohanga District an. Im Nordosten bildet der Matamata-Piako District die Grenze, gefolgt vom South Waikato District im Osten. Während der Waipā River im Westen des Distrikts von Süd nach Nord denselben durchquert, fließt der Waitoa River an der östlichen Distriktgrenze vorbei mit einer Schlaufe auf Cambridge, der mit knapp über 15.000 Einwohner größten Stadt des Distrikts, zu. Die zweitgrößte Stadt stellt Te Awamutu dar.

### Klima
Die Sommer sind warm und zuweilen feucht, die Winter hingegen mild. Die bevorzugte Windrichtung ist West bis Südwest, die Niederschläge liegen zwischen 1100 und 1500 mm pro Jahr und die Sonnenscheindauer bei 1900 Stunden pro Jahr.

## Bevölkerung

### Bevölkerungsentwicklung
Von den 46.668 Einwohnern des Distriktes waren 2013 6123 Einwohner Māori-stämmig (13,1 %). Damit lebten 1,0 % der Māori-Bevölkerung des Landes in dem South Waikato District. Das durchschnittliche Einkommen in der Bevölkerung lag 2013 bei 32.000 NZ$ gegenüber 28.500 NZ$ im Landesdurchschnitt.

### Herkunft und Sprachen
Die Frage nach der Zugehörigkeit einer ethnischen Gruppe beantworteten in der Volkszählung 2013 88,7 % mit Europäer zu sein, 13,8 % gaben an Māori-Wurzeln zu haben, 1,2 % kamen von den Inseln des pazifischen Raums und 2,7 % stammten aus Asien (Mehrfachnennungen waren möglich). 17,5 % der Bevölkerung gab an in Übersee geboren zu sein und 2,9 % der Bevölkerung sprachen Māori, unter den Māori 18,0 %.

## Politik

### Verwaltung
Der Waipa District ist seinerseits noch einmal in fünf Wards eingeteilt, dem Cambridge Ward mit vier Councillors (Ratsmitgliedern), dem Te Awamutu Ward mit vier, dem Pirongia Ward mit zwei und die beiden Maungatoutori Ward und Kakepuku Ward mit je einem. Zusammen mit dem Mayor (Bürgermeister) bilden sie den District Council (Distriktsrat). Der Bürgermeister und die zwölf Ratsmitglieder werden alle drei Jahre neu gewählt.

## Wirtschaft
Vorherrschende Industrien sind Milchwirtschaft, Schafzucht und Obstanbau.

## Infrastruktur

### Verkehr
Verkehrstechnisch angebunden ist der Distrikt durch den New Zealand State Highway 1, der Cambridge durchlaufend, den Distrikt nordöstlich durchkreuzt. Der State Highway 3 verläuft von Hamilton kommend in Nord-Süd-Richtung den Distrikt und etwas weiter westlich tut dies der State Highway 39 ebenfalls. Die Eisenbahnlinie North Island Main Trunk Railway verläuft parallel zwischen den beiden Highways 3 und 39 und bindet die Distrikthauptstadt direkt an.